# 神立町 (浜松市)
神立町（こうだちちょう）は静岡県浜松市中央区の町名。丁番を持たない単独町名である。住居表示未実施。

## 地理
浜松市中央区の中東部、蒲地区の西部に位置する。東で子安町及び宮竹町、西で船越町・佐藤三丁目・天神町、南で植松町及び将監町、北で西塚町・上西町・茄子町と接する。

### 学区
小学校・中学校の学区は以下の通りである。
- 浜松市立蒲小学校（134番地5～16は浜松市立船越小学校）
- 浜松市立丸塚中学校（134番地5～16は浜松市立八幡中学校）

## 歴史

### 町名の由来
神館（かんだち）が訛って神立になったといわれる。神館とは神事儀式を行うための「ヤカタ」のこと。

### 沿革
- 1889年（明治22年）4月1日 - 町村制の施行により、長上郡神立村が周辺の村と合併して長上郡蒲村となる[WEB 8]。旧村名は蒲村の大字として残る。また、村役場が置かれる[書籍 2]。
- 1896年（明治29年）4月1日 - 郡制の施行により、蒲村の所属郡が浜名郡に変更となる。
- 1939年（昭和14年）7月1日 – 蒲村が浜松市に編入される。
- 1940年（昭和15年） - 大字神立から神立町へ住所表記を変更する[WEB 9]。
- 2007年（平成19年）4月1日 - 浜松市が政令指定都市となる。神立町は東区の一部となる。
- 2024年（令和6年）1月1日 - 浜松市の行政区再編により、神立町は中央区の一部となる。

## 施設
- 浜松市立蒲幼稚園
- 浜松市立蒲小学校
- 静岡県警察浜松東警察署蒲交番
- 清水銀行浜松東支店
- 医療法人社団明徳会かば記念病院
- マルニシ 本社
- 袖紫ヶ森公園
- 袖紫ヶ森東公園
- 臨済宗方広寺派 龍寶山 長泉寺
- 蒲神明宮

## 交通

### バス
- 遠鉄バス ：（浜松駅 方面 - ）西遠学園（ - イオンモール浜松市野・産業展示館・笠井上町 方面）

### 道路
- 浜松市道中野町三方原線（柳通り）
- 浜松市道小池三島線（船越バイパス）
- 浜松市道将監丸塚線（オモダカ通り）
- 浜松市道神立30号線（ごしん表参道）
- 浜松市道神立31号線（旧笠井街道）
- 浜松市道佐藤38号線（旧笠井街道）

## その他

### 警察
警察の管轄区域は以下の通りである。
| 番・番地等 | 警察署       | 交番・駐在所 |
| ---------- | ------------ | ------------ |
| 全域       | 浜松東警察署 | 蒲交番       |

### 消防
消防の管轄区域は以下の通りである。
| 番・番地等 | 消防署   | 本署/出張所 |
| ---------- | -------- | ----------- |
| 全域       | 東消防署 | 本署        |

### 書籍
1. ↑  『わがまち文化誌 袖紫ヶ森』浜松市蒲公民館、1997年9月22日、118頁。
2. ↑  『浜松市史 三』浜松市役所、1980年3月26日、176頁。

### WEB
1. ↑  “h02_22.csv”.   総務省 (2022年2月10日). 2024年7月15日閲覧。
2. ↑  “chuouku_menseki.xlsx”.   浜松市 (2024年3月12日). 2024年7月15日閲覧。
3. ↑  “静岡県 浜松市中央区 神立町の郵便番号 - 日本郵便”.   日本郵便. 2025年2月15日閲覧。
4. ↑  “市外局番の一覧”.   総務省 (2022年3月1日). 2024年7月15日閲覧。
5. ↑  “事業所案内及び管轄地域（事務所3件、分室3件）”.   一般社団法人静岡県自動車会議所. 2024年7月15日閲覧。
6. ↑  “住居表示実施状況／浜松市”.   浜松市 (2024年1月4日). 2024年7月15日閲覧。
7. ↑  “学校名から探す／浜松市”.   浜松市 (2024年1月1日). 2024年7月15日閲覧。
8. ↑  “historyofcities.pdf”.   静岡県総務部合併推進室・財団法人静岡県市町村振興協会. 2024年9月24日閲覧。
9. ↑  “解説ページ”.   株式会社エア. 2024年10月4日閲覧。
10. ↑  “蒲交番｜静岡県警察”.   静岡県警察 (2024年1月1日). 2024年7月15日閲覧。
11. ↑  “消防署の町別管轄「こ」／浜松市”.   浜松市 (2020年3月25日). 2024年7月15日閲覧。